# Røverbruden
Røverbruden -(originaltitel: Die Räuberbraut) er en tysk stumfilm fra 1916 af Robert Wiene.

## Medvirkende
- Henny Porten som Amalie Wenden.
- Friedrich Feher som Karl Hagen.
- Karl Elzer som Baron von Hagen.
- Artur Menzel som Freiherr von Wenden.